# Babîna Dolîna, Șarhorod
Babîna Dolîna (în ucraineană Бабина Долина) este un sat în comuna Penkivka din raionul Șarhorod, regiunea Vinnița, Ucraina.

## Demografie
Componența lingvistică a localității Babîna Dolîna
     Ucraineană (99,13%)
     Alte limbi (0,58%)
Conform recensământului din 2001, majoritatea populației localității Babîna Dolîna era vorbitoare de ucraineană (99,13%), existând în minoritate și vorbitori de alte limbi.